# Open Your Eyes (musikalbum av Yes)
Open Your Eyes är det femtonde studioalbumet av det brittiska progrockbandet Yes, utgivet 1997. Keyboardisten Rick Wakeman hade inför albumet lämnat gruppen och ersattes av Billy Sherwood.

## Låtlista
Samtliga låtar skrivna av Jon Anderson, Steve Howe, Billy Sherwood, Chris Squire och Alan White.
1. "New State of Mind" - 6:00
2. "Open Your Eyes" - 5:14
3. "Universal Garden" - 6:17
4. "No Way We Can Lose" - 4:56
5. "Fortune Seller" - 5:00
6. "Man in the Moon" - 4:41
7. "Wonderlove" - 6:06
8. "From the Balcony" - 2:43
9. "Love Shine" - 4:38
10. "Somehow, Someday" - 4:47
11. "The Solution" - 23:47

## Medverkande
- Steve Howe - gitarr, sång
- Jon Anderson - sång
- Billy Sherwood - keyboard, gitarr, sång
- Chris Squire - bas, sång
- Alan White - trummor

### Övriga medverkande
- Igor Khoroshev - keyboard
- Steve Porcaro - keyboard